# Kanton Châteaudun
Châteaudun is een kanton van het Franse departement Eure-et-Loir. Het kanton maakt deel uit van het arrondissement Châteaudun.

## Gemeenten
Het kanton Châteaudun omvatte tot 2014 de volgende 17 gemeenten:
- La Chapelle-du-Noyer
- Châteaudun (hoofdplaats)
- Civry
- Conie-Molitard
- Donnemain-Saint-Mamès
- Jallans
- Lanneray
- Logron
- Lutz-en-Dunois
- Marboué
- Moléans
- Ozoir-le-Breuil
- Saint-Christophe
- Saint-Cloud-en-Dunois
- Saint-Denis-les-Ponts
- Thiville
- Villampuy

Na :
- de herindeling van de kantons door het decreet van 24 februari 2014, met uitwerking op 22 maart 2015 waardoor het kanton 29 gemeenten telde
- de samenvoeging op 1 januari 2017 van de gemeenten Civry, Lutz-en-Dunois, Ozoir-le-Breuil en Saint-Cloud-en-Dunois. tot de fusiegemeente (commune nouvelle) Villemaury
- de samenvoeging op 1 januari 2018 van de gemeenten Bullou en Mézières-au-Perche uit het kanton Brou, met Dangeau, tot de fusiegemeente (commune nouvelle) Dangeau, waarna het decreet van 7 november 2019 de gehele fusiegemeente heeft toegewezen aan het kanton Chateaudun.
- de samenvoeging op 1 januari 2019 van de gemeenten Saint-Denis-les-Ponts en Lanneray tot de fusiegemeente (commune nouvelle) Saint-Denis-Lanneray

omvat het kanton volgende 25 gemeenten:
- Alluyes
- Bonneval
- La Chapelle-du-Noyer
- Châteaudun
- Conie-Molitard
- Dancy
- Dangeau
- Donnemain-Saint-Mamès
- Flacey
- Jallans
- Logron
- Marboué
- Moléans
- Montboissier
- Montharville
- Moriers
- Saint-Christophe
- Saint-Denis-Lanneray
- Saint-Maur-sur-le-Loir
- Saumeray
- Thiville
- Trizay-lès-Bonneval
- Villampuy
- Villemaury
- Villiers-Saint-Orien